# محاصره کانگاساکی (۱۵۷۰)
محاصره کانگاساکی (به ژاپنی: 金ヶ崎の戦い Kanegasaki no Tatakai) در طول مبارزه اودا نوبوناگا علیه خاندان آساکورا در ولایت اچیزن صورت گرفت. در این حمله تویوتومی هیده‌یوشی، یکی از ژنرال ارشد نوبوناگا نیز شرکت داشت. بعد از سقوط قلعه، ارتش نوبوناگا یک عقب‌نشینی مشهور از ولایت اچیزن انجام داد.
در هنگام عقب‌نشینی اودا نوبوناگا، کوتسوکی موتوتسونا بنابر توصیه ماتسوناگا هیساهیده به عبور نوبوناگا از منطقه 
کوتسوکی و رفتن به پایتخت کیوتو جهت جمع‌آوری نیرو کمک کرد.